# Brihadaranyaka Upanishad

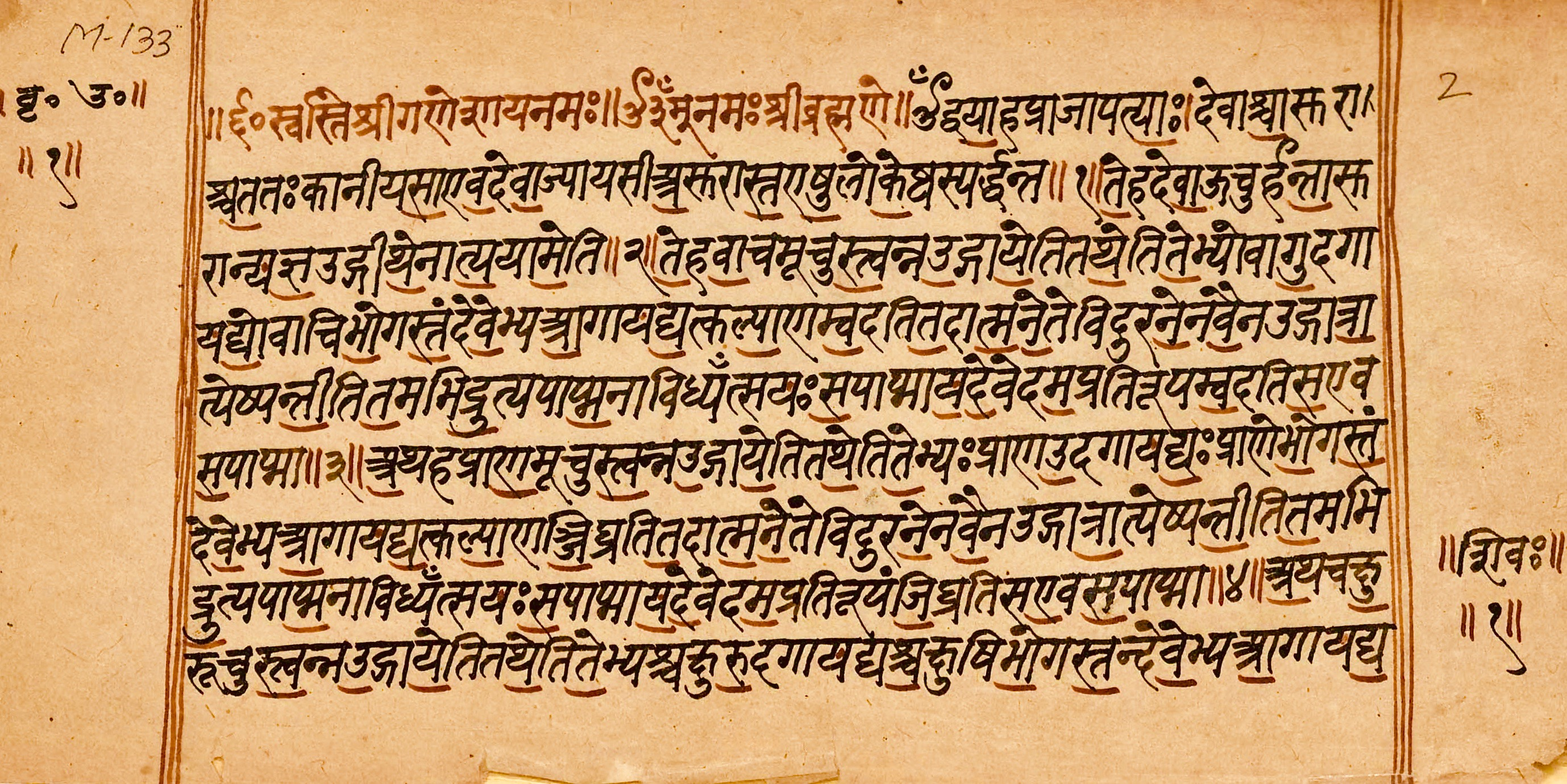
Une page du Brihadaranyaka Upanishad

Bṛhadāraṇyaka Upaniṣad (Sanskrit IAST ; devanāgarī : बृहदारण्यक उपनिषद्) (Upaniṣad du Grand Livre de la forêt) est l'une des plus anciennes Upaniṣad majeures. Celle-ci fait partie du groupe des douze Upaniṣad principales (Mukhya Upaniṣad) et est associé au Shukla Yajur-Veda (blanc). Le texte composé entre -800 et -700 comprend trois sections, six chapitres et quarante sept versets. Cette Upaniṣad a été commentée par Ādi Śaṅkara.

## Composition du texte
Les trois sections sont par ordre dans le texte: Madhu Kanda, Yajnavalkya Kanda et Khila Kanda.
Muni Kanda inclut des conversations entre le sage Yājñavalkya et l'une de ses épouses, Maitreyī.

### Traduction
- Bṛhad-Āraṇyaka-Upaniṣad. Traduite et annotée par Émile Senart. Les Belles Lettres, 1934
- Martine Buttex, 108 Upanishads, Dervy, 2012, p. 78-157.

### Études ou commentaires
- (en) Swami Krishnananda, The Brhadaranyaka Upanisad commented, The Divine Life Society, Rishikesh, India, 1983.
- (en) Brihadaranyaka Upanisad with Advaita Commentary, Our Advaita Philosophy Ashram, 2015